# 西爾萬萊克 (紐約州)
西爾萬萊克（英語：Sylvan Lake）是位於美國紐約州達奇斯縣的非建制地區。

## 歷史
西爾萬萊克的郵局於1870年設立，其後於1903年停運。

## 地理
西爾萬萊克所處的海拔為高於海平面98米（即322英呎），而該地所採用的時區為UTC-5，即北美东部时区（EST）。同時該地設有夏令時間，為UTC-5調快一小時，即UTC-4（EDT）。